# Internet ou la révolution du partage
Pour plus de détails, voir Fiche technique et Distribution.
La bataille du Libre (87 min), ou Internet ou la révolution du partage (55 min),, est un film documentaire français réalisé en 2018 par Philippe Borrel, dont la version courte (55 minutes) a été diffusée à la télévision française pour la première fois le 7 mai 2019 sur la chaîne Arte. Il traite de la culture libre et de l'enjeu des Communs.

## Synopsis
La bataille du Libre propose un état des lieux de deux logiques qui s'affrontent au cœur de la technologie : les principes émancipateurs du logiciel libre s'attaquent à ceux, exclusifs, du droit de la propriété intellectuelle.
Le documentaire part à la rencontre de celles et ceux qui, de l'Inde aux États-Unis en passant par l'Europe, expérimentent des outils d'émancipation du logiciel libre pour apporter des solutions concrètes dans une multitude de domaines où les pratiques collectives « non propriétaires » essaiment : dans l'alimentation, avec les semences libres, dans la santé, avec des médicaments open source, ou dans l'éducation, grâce au libre accès à la connaissance.

## Intervenants
Le film se compose de nombreuses interventions de personnalités (en italique, ceux figurant uniquement dans la version longue du documentaire), dans l'ordre d'apparition :
- Kenneth Roelofsen (fournisseur de pièces détachées agricoles)
- Karen Sandler (juriste du Software Freedom Conservancy (en))
- Richard Stallman (fondateur du projet GNU et président de la Free Software Foundation)
- James Boyle (professeur de droit à la Duck University School of Law)
- Hervé Le Crosnier (spécialiste des technologies du web et du numérique)
- Shamnad Basheer (en) (juriste spécialiste de la propriété intellectuelle et fondateur du blog Spicy IP)
- Pierre-Yves Gosset (délégué général de Framasoft)
- Thomas Bernardi (membre de l'association PING d'éducation populaire au numérique)
- Kwame Yamgnane (cofondateur et directeur de l'École 42 aux États-Unis)
- Lucile Vareine (responsable communication de Mozilla)
- Asa Dotzler (chef produit senior chez Mozilla)
- Denelle Dixon (responsable des services juridiques de Mozilla San Francisco)
- Abhiram Ravikumar (contributeur à Mozilla)
- Pascal Chevrel (chef de projet chez Mozilla Paris)
- Lionel Maurel (membre de La Quadrature du Net)
- Martine Cailbault (professeur des écoles)
- Nicolas Huchet (fondateur de l'association My Human Kit)
- David Gouailler (ingénieur roboticien)
- Xavier Niel (vice-président du groupe Iliad, créateur de l'École 42)
- Giorgio Regni (cofondateur et directeur technique de Scality)
- David Bollier (activiste du Mouvement des communs)
- Marc Oshima (cofondateur de AeroFarms (en))
- Vandana Shiva (écologiste, prix Nobel alternatif 1993)
- Guy Standing (professeur) (professeur d'économie, ex-chercheur de l'Organisation internationale du travail)
- Joseph E. Stiglitz (prix Nobel d'économie 2001)
- Pierre Dardot (professeur de philosophie, co-auteur du commun)
- James Love (directeur de Knowledge Ecology International)
- Francis Gurry (en) (directeur de l'Organisation mondiale de la propriété intellectuelle)
- Anthony Di Franco (cofondateur de l'Open Insulin Project)
- Steve Berman (avocat, spécialiste des procès par action collective)
- Yann Huon de Kermadec (chercheur en biologie, bénévole de l'Open Insulin Project)
- Olivier Maguet (juriste, administrateur bénévole à Médecins du monde)
- Darshan Shankar (vice-chancelier de l'université Transdisciplinaire, ou TransDisciplinary University)
- Vidyashankar R. (doctorant en génétique biomédicale, chercheur à l'université Transdisciplinaire)
- Marc Bouché (multiplicateur de semences biologiques)
- Mick Minchow (exploitant agricole)
- Kevin Kenney (porte-parole du mouvement pour le « Droit de réparer »)
- Lydia Brasch (en) (sénatrice républicaine du Nebraska)
- Vinod Kumar (bénévole du mouvement du logiciel libre de Karnataka)
- Bhavani (membre du centre informatique communautaire Ambedkar (AC3))
- Mani Kantan (graphiste 3D)
- Grégoire Wainne (formateur de l'Atelier paysan)
- Marie-Laure Marcadé (paysanne maraîchère)
- Nicolas Sinoir (animateur national de l'Atelier paysan)
- Vladimir Ritz (conseiller juridique du fab lab Plateforme C, doctorant en propriété intellectuelle)
- Benjamin Coriat (professeur d'économie, membres des Économistes atterrés)
- Marcel Thébault (paysan historique de la ZAD de Notre-Dame-des-Landes)
- Michel Dartois (cofondateur du collectif des « Cent noms »)

## Bande originale
La musique originale du film est composée par Piers Faccini[réf. souhaitée].

## Autour du film
En 2019, quelques mois avant la première diffusion à la télévision française, le film dans sa version longue, La bataille du Libre, a été diffusé dans de nombreuses manifestations du logiciel libre : FLOSSCom 2019, Festival des libertés numériques et dans des lieux associatifs,, cinémas avec la participation du réalisateur Philippe Borrel. Souvent, lors de ces projections, des débats sont organisés sur les enjeux du logiciel libre ou de la transition écologique et du commun, concernant la santé, l'alimentation, l'éducation au niveau de notre société,.
Philippe Borrel a été interviewé par Frédéric Couchet, délégué général de l'association April, dans l'émission Libre à vous ! du 14 mai 2019.

Projection à la maison du libre et des communs à Paris
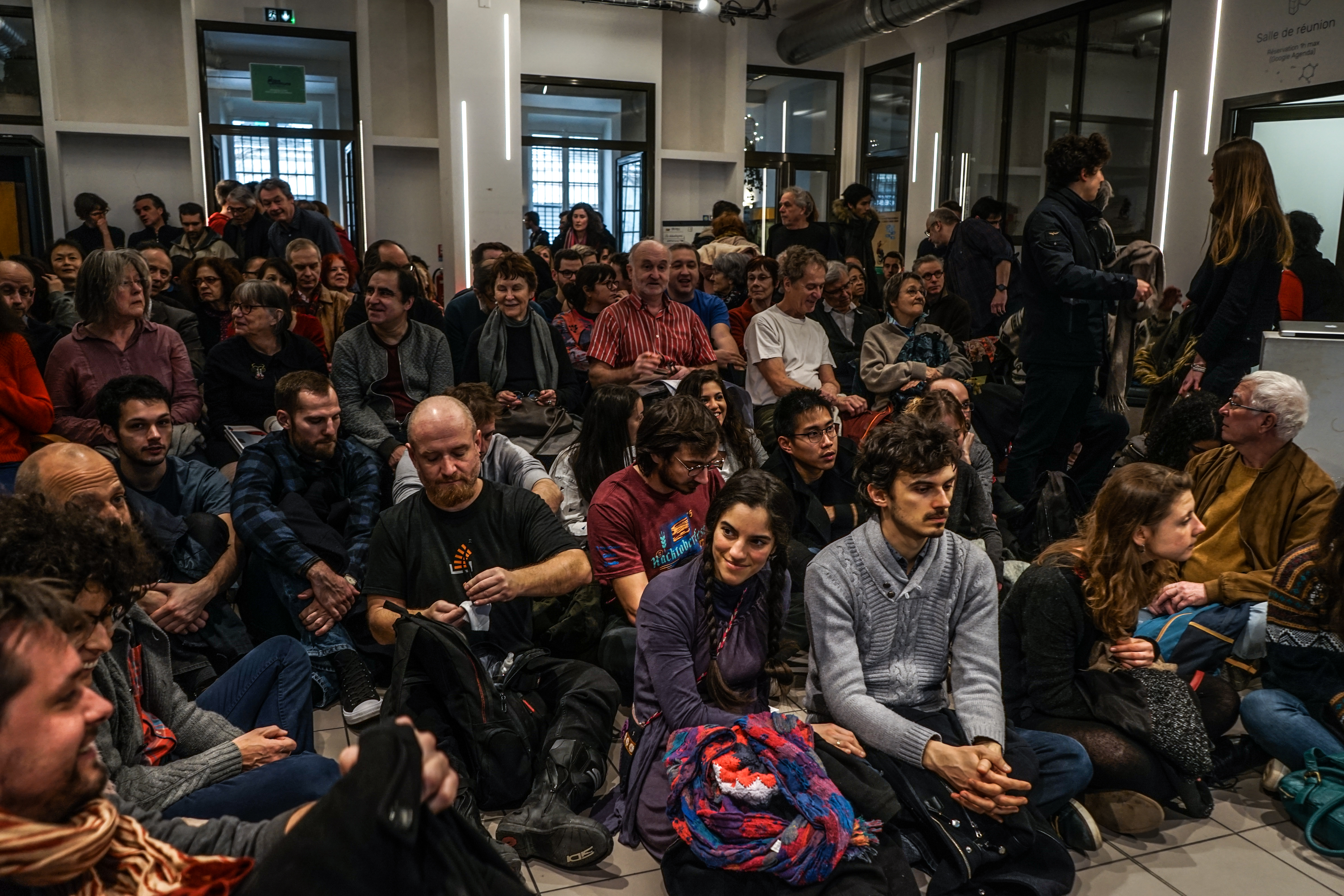
Public lors cette projection-débat du 9 février 2019.
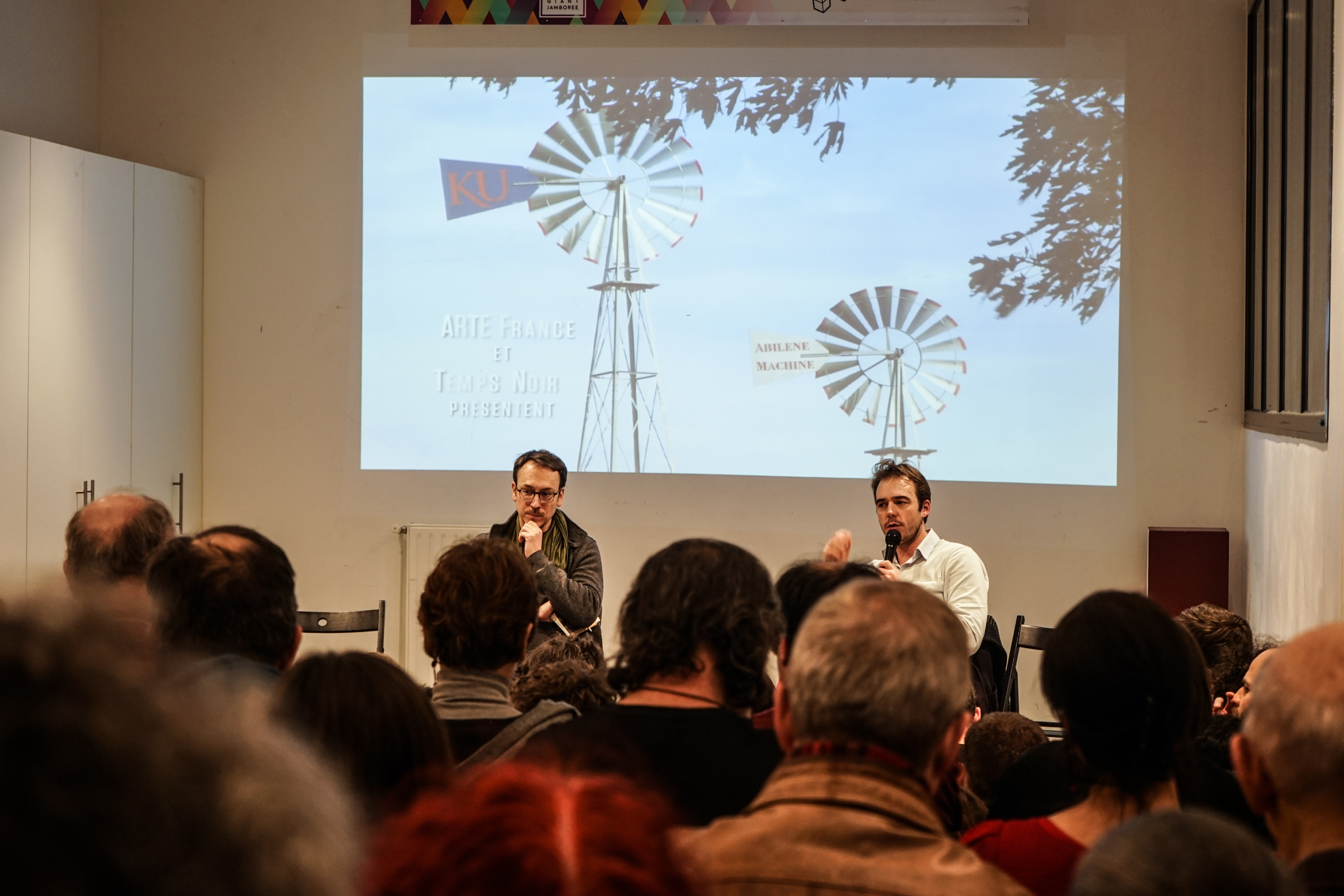
Introduction de la projection par Sciences Critiques.
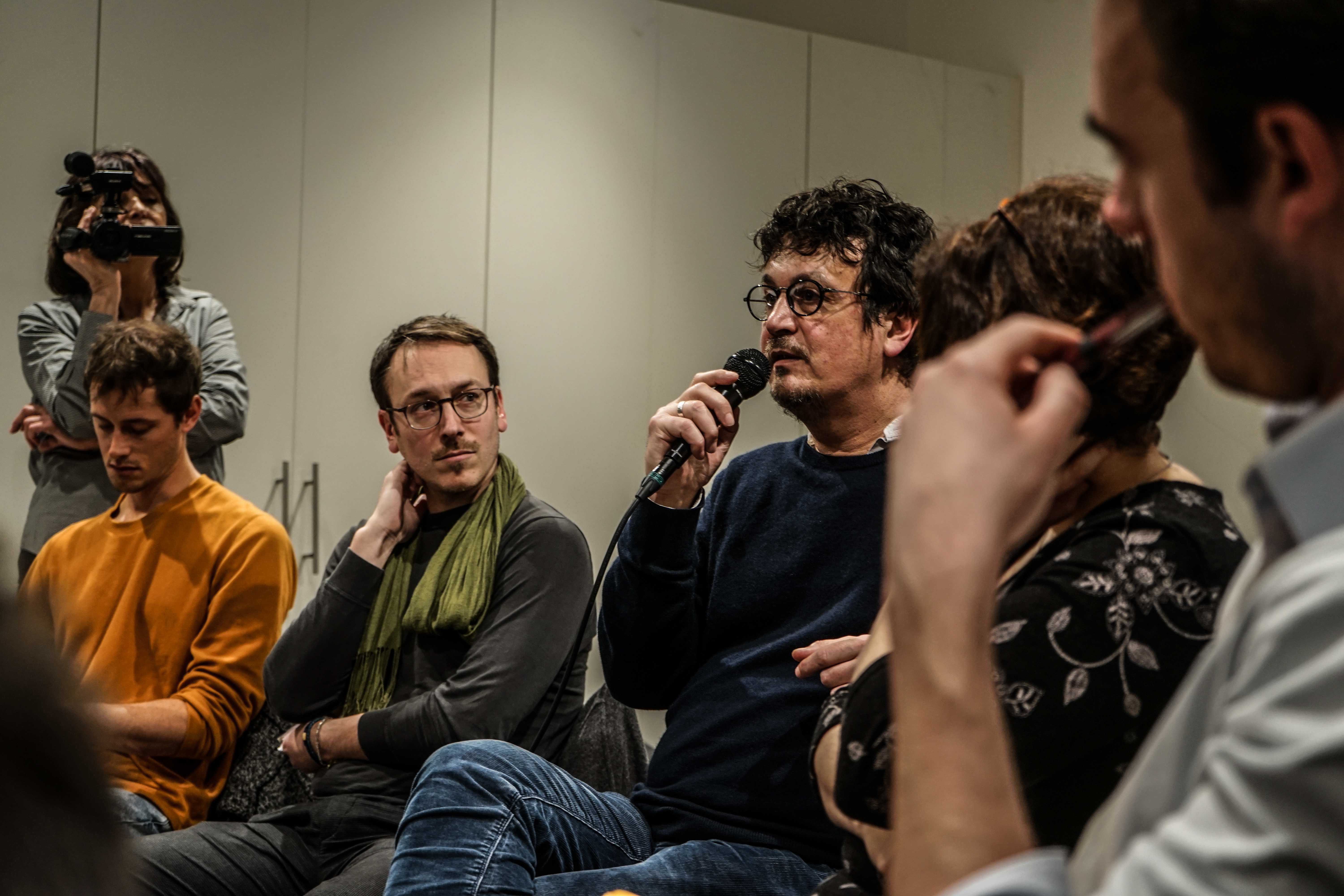
Prise de parole de Philippe Borrel, réalisateur du documentaire[14].